# ساكي الراهب
ساكي الراهب (الاسم العلمي: Pithecia monachus) (بالإنجليزية: Monk Saki)‏ هو نوع من الحيوانات يتبع جنس السعدان الساكي من الفصيلة السعادين الساكية.